# Hybocamenta atriceps
Hybocamenta atriceps är en skalbaggsart som beskrevs av Moser 1917. Hybocamenta atriceps ingår i släktet Hybocamenta och familjen Melolonthidae. Inga underarter finns listade i Catalogue of Life.